# Bernhard Vogel (graveur)
Pour les articles homonymes, voir Bernhard Vogel.
Bernhard Vogel (Nuremberg, 1683 – Augsbourg, 1737) est un graveur allemand spécialisé dans la scène de genre et le portrait.

## Biographie
Bernhard Vogel naît à Nuremberg le 19 décembre 1683.
Il étudie auprès du graveur et éditeur Christoph Weigel l'Ancien et Élias Christian Heiss à Augsbourg,.
Il a fondé la Galerie Kupecký et en 1745, plusieurs de ses gravures d'après le peintre slovaque Jan Kupecký sont publiées par le peintre et graveur allemand Valentin Daniel Preissler. Il réalise des estampes en manière noire, principalement des scènes de genre et des portraits,.
Bernhard Vogel meurt à Augsbourg le 13 octobre 1737 à l'âge de 53 ans.